# Кардіотренування

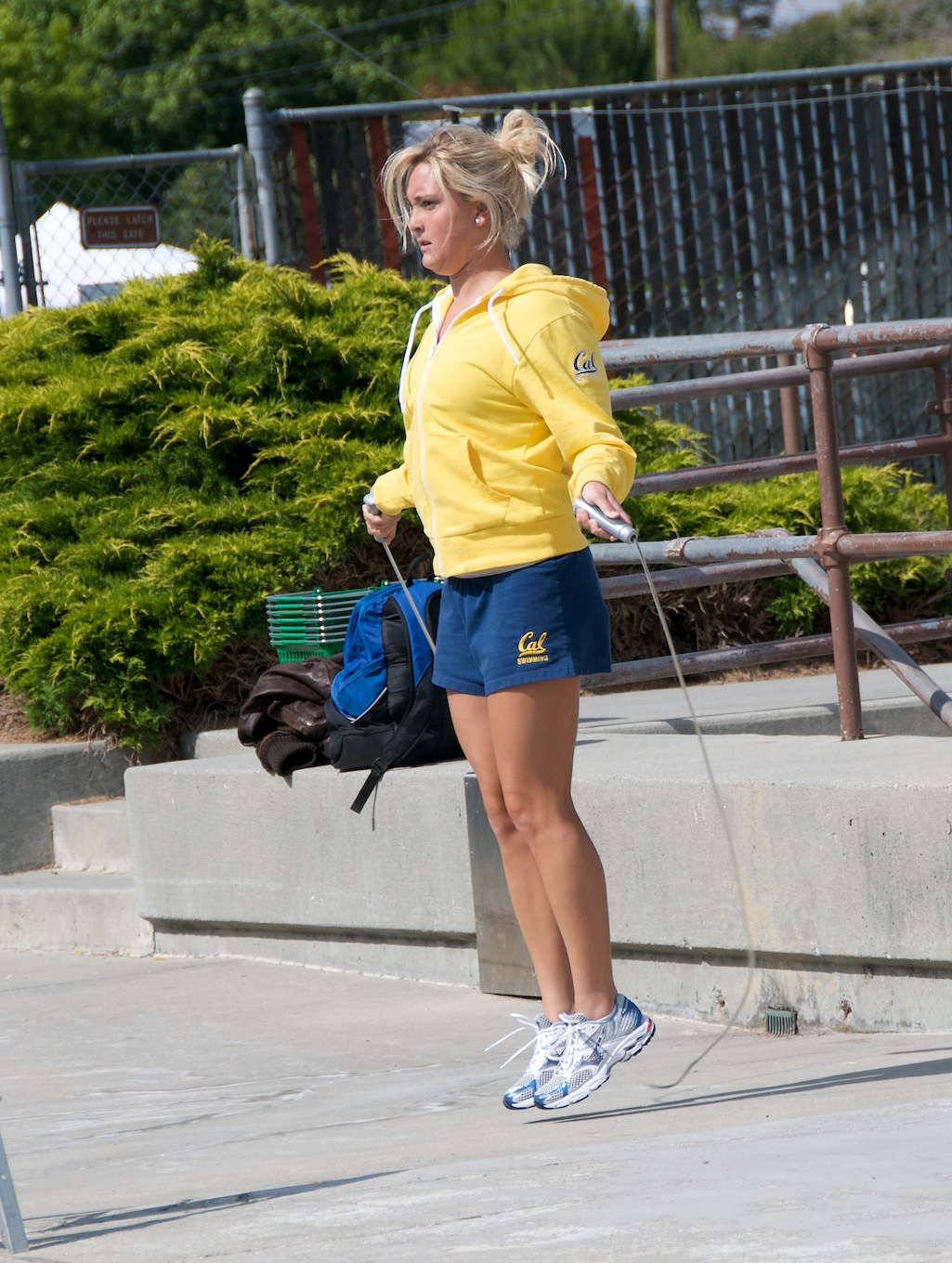
Стрибки на скакалці

Тренування серця (від  грец. καρδιά «кардіо», серце) — це виконання будь-яких фізичних вправ, щоб підвищити частоту серцебиття. Видами кардіотренувань: біг, швидка ходьба, велоспорт, веслування або плавання, аеробіка, або навіть активна йога. Силові вправи також можуть тренувати серце.
Крім цього, необхідно розуміти, що «спалювання» при кардіотренуваннях калорій — справа не легка, а одна пляшка кока-коли рівносильна 30 хвилинам фізичної активності середньої інтенсивності. Іншими словами, набагато краще контролювати надлишок зайвих калорій в їжі, ніж в майбутньому намагатися спалити ці самі калорії в спортзалі, що буде звісно набагато
важче.

## Вплив кардіо на схуднення
Механізм спалювання жиру полягає в поступовому розвитку здатності організму формувати в м'язах резерви швидкодоступної енергії для виконання фізичних вправ завдяки регулярного кардіо, що і призводить до схуднення.

Скручування

Це змінює обмін речовин, а надлишкові калорії вуглеводів починають запасатися у вигляді глікогену в м'язах, а не у вигляді жиру на животі. При цьому процес схуднення працює тільки тоді, коли відновлення організму відбувається завдяки розчепленню вашого ж жиру, а не висококалорійної їжі яку ви з'їли. Саме тому дієта завжди важливіша тренувань.
Кількість калорій які спалюються під час фізичного тренування або будь-якого кардіо найбільше залежить від тривалості цього тренування і частоти серцебиття. Наприклад, плавання і стрибки еквівалентні між собою, тобто використовують однакову кількість калорій.
Кардіо повинне бути не менше 30-40 хв, щоб змусити організм використовувати жир як паливо. Займаючись силовими тренуваннями, варто виконувати кардіо відразу після нього, коли рівень цукру у крові мінімальний.

## Прості вправи з елементами кардіо
- Стрибки на скакалці
- Ходіння сходами
- Відтискання від землі
- Стрибки з дотягуванням колін до грудей
- Стрибки зі зведенням і розведенням ніг
- Вистрибування
- Скручування

## Контроль серця

Відтискання від землі

Контролювати роботу серця просто – для цього є пульс. Нормальне серцебиття – це 70 ударів за одну хвилину, але невелике перевищення при фізичному навантаженні, після підйому по сходах або навіть психологічних стресах – це абсолютно нормально. Після короткої пробіжки пульс може підвищитися до 120 ударів, і нічого аномального у цьому немає. Різко розсердившись , злякавшись , поспішаючи  – відбудеться таке ж явище. Якщо за кілька хвилин пульс відновлюється, то серце працює правильно.

## Протипоказання
Кардіотренування повинні бути обмежені , якщо присутні будь-які патології в серцевій діяльності.
Щоб дізнатися відповідну інтенсивність та вид вправ, необхідно отримати рекомендації фахівця. Проблеми з суглобами, травми ребер, кінцівок припускають серйозні обмеження у використанні багатьох вправ. Захворювання системи травлення, проблеми з артеріальним тиском, простудні захворювання також є протипоказаннями до кардіотренуваня.